# Delegação de Taraba na Assembleia Nacional da Nigéria
A Delegação de Taraba na Assembleia Nacional da Nigéria compreendes três Senadores e seis Representantes.

## 6ª Assembleia (2007–2011)
A 6ª Assembleia Nacional (2007–2011) foi inaugurada em 5 de Junho de 2007.
O Partido Democrático Popular (PDP) ganhou todos três  assentos do Senado e seis da Câmara.
Senadores representando Taraba (estado) na 6ª Assembleia foram:
| Senador              | Eleitorado | Partido |
| -------------------- | ---------- | ------- |
| Anthony George Manzo | Norte      | PDP     |
| Dahiru Bako Gassol   | Central    | PDP     |
| Joel Danlami Ikenya  | Sul        | PDP     |

Representatives in the 6th Assembly were:
| Representante            | Eleitorado                    | Partido |
| ------------------------ | ----------------------------- | ------- |
| Albert Taminu Sam-Tsokwa | Donga/Ussa/Takum/Special Area | PDP     |
| Babangida S.M Nguroje    | Gashaka/Kurmi/Sardauna        | PDP     |
| Henry M. Shawulu         | Jalingo/Yorro/Zing            | PDP     |
| Ishaika Moh'd Bawa       | Ibi/Wukari                    | PDP     |
| Jerimon S. Manwe         | Lau/K/Lamido/Ardo-Kola        | PDP     |
| Kabiru Jalo              | Bali/Gassol                   | PDP     |